# Francisco Ximénez (monje)

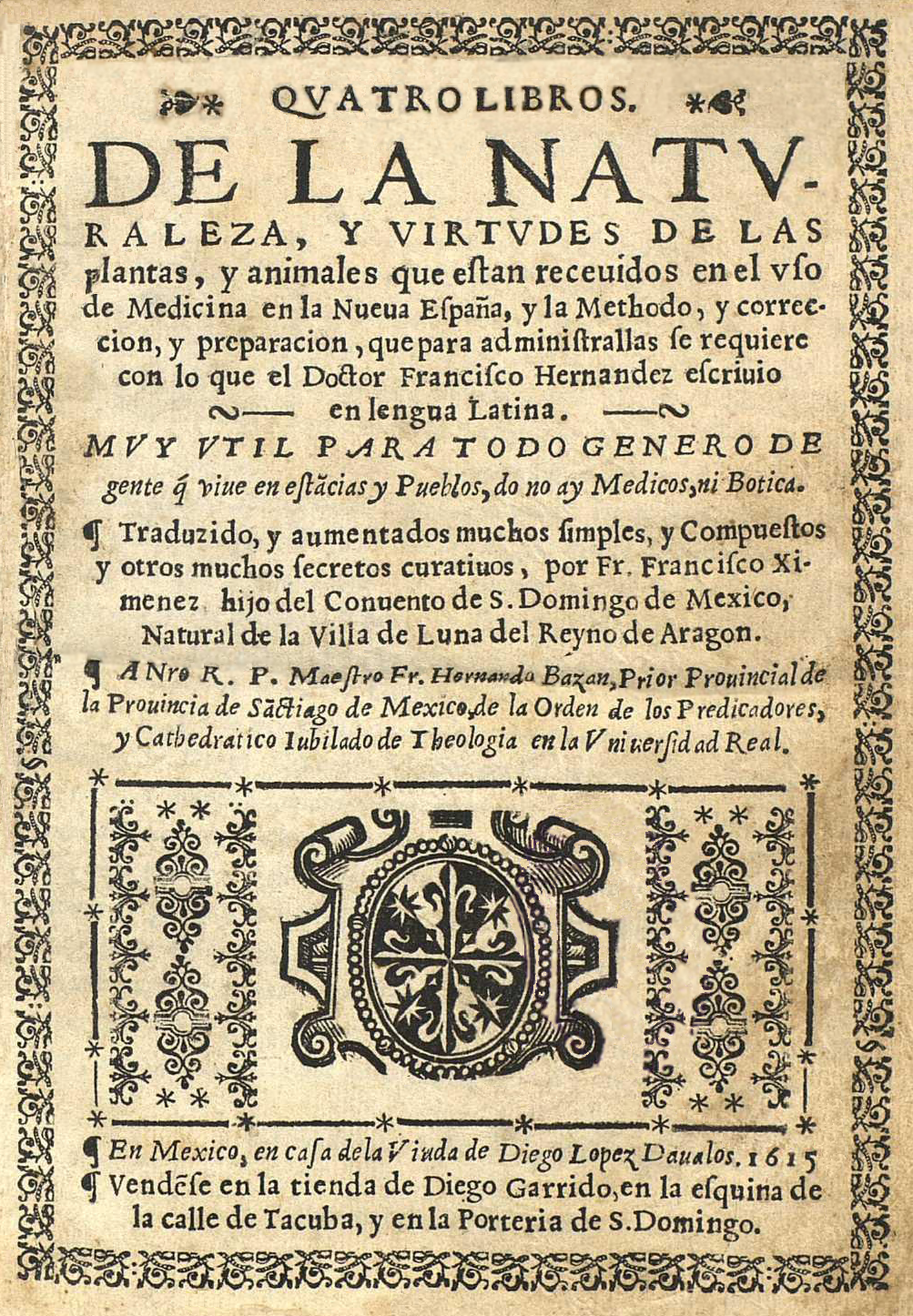
Quatro libros de la naturaleza y virtudes de las plantas y animales. México, 1615.

Francisco Ximénez (Luna, 1570-Ciudad de México, 1620) fue un monje español dedicado a la botánica.

## Biografía
Vivió en algunas poblaciones de España e Italia. Se marchó a América, a la Florida, donde permaneció hasta 1605, en que se dirigió a México.
Francisco Jiménez se encargó de traducir del latín al castellano la obra de Hernández.
Fue publicada con el nombre de:

QUATRO LIBROS

DE LA NATV-

RALEZA, Y VIRTUDES DE LAS

plantas, y animales que están receuidos en el vso

de Medicina en la Nueua España, y la Methodo, y correc-

cion y preparación, que para administrallas se requiere

con lo que el Doctor Francisco Hernández escriuio

en lengua Latina.

MVY VTIL PARA TODO GÉNERO DE

gente q viue en estãcias y Pueblos, do no ay Médicos,ni Botica

¶ Traduzido, y aumentados muchos simples, y Compuestos

y otros muchos secretos curatiuos por Fr. Francisco Xi-

menez, hijo del Conuento de S.Domingo de México,

Natural de la Villa de Luna del Reyno de Aragón.

¶ A Nro. R. P. Maestro Fr. Hernando Bazan,Prior Prouincial de

la Prouincia de Sãctiago de México,de la Orden de los Predicadores,

y Cathedratico Iubilado de Theologia en la Vniuersidad Real.

¶ En México, en casa de la Viuda de Diego López Daualos, 1615

¶ Vendēse en la tienda de Diego Garrido,en la esquina de

la calle de Tacuba, y en la Portería de S.Domingo.

En febrero de 1612 tomó el hábito de Santo Domingo, y en el documento por el que se hace monje declaró llamarse Francisco Ximénez, hijo de Martín Ximénez y de Ana Espinel, naturales de la villa de Luna, del reino de Aragón.
Se dedicó en el Convento de Nuestro Padre Santo Domingo a cuidar de la botica y preparar las medicinas. En Puebla terminó la traducción de las obras de Hernández. Su intención al traducir esta obra fue que sirviese a todo género de gente que vive en estancias y pueblos donde no hay médico ni botica.

## Honores
Charles Plumier nombró en su honor Ximenia a un género de plantas de la familia Olacaceae. Linneo más tarde utilizó este nombre.